# Хома (гора)
Хома (англ. Mount Homa) — гора, давно не извергавшийся вулкан в округе Хома-Бей, провинция Ньянза, Кения.
Образует широкий полуостров на южном берегу залива Винам озера Виктория. На языке местных жителей долуо название горы звучит как Гот-ума или Год-марахума, что переводится как «знаменитая гора».
Возраст горы точно не определён: миоцен или плейстоцен, дата последнего извержения также неизвестна. Сложена из карбонатитной лавы, и наряду с близлежащим очень активным вулканом Ол-Доиньо-Ленгаи является одним из крайне немногочисленных вулканов с подобным составом лавы в мире.
Высота над уровнем моря — 1751 метр, относительная высота (над озером Виктория, до которого примерно 3,9 км) — около 600 метров. По форме строения относится к сложным (комплексным) вулканам. В комплекс вулкана входит 11 конусов и один маар.